# Mentiras piadosas
|  | Per a altres significats, vegeu «Mentiras piadosas (desambiguació)». |

Mentiras piadosas és el novè disc de Joaquín Sabina. Té un aire més llatí que els anteriors discos amb salsa, boleros... Va ser presentat en un restaurant de Madrid el 16 de maig de 1990.
El disc va ser gravat i editat als Estudis Cinearte de Madrid per Antonio García de Diego, Pancho Varona i Joaquín Sabina.

## Llista de cançons
1. "Eclipse de mar"	- 4:16
2. "Pobre Cristina" - 4:29
3. "Y si amanece por fin" - 4:37
4. "El muro de Berlín" - 4:17
5. "Mentiras piadosas" - 3:31
6. "Con un par" - 5:14
7. "Corre, dijo la tortuga" - 4:09
8. "Con la frente marchita" - 4:59
9. "Ataque de tos" - 4:01
10. "Medias negras" - 5:19
11. "Ponme un trago más" - 4:17
12. "A ti que te lo haces" - 4:17